# Colobothea flavomaculata
Colobothea flavomaculata là một loài bọ cánh cứng trong họ Cerambycidae.